# Hipposideros larvatus
Hipposideros larvatus (Horsfield, 1823) è un pipistrello della famiglia degli Ipposideridi diffuso nel Subcontinente indiano e nell'Ecozona orientale.

## Descrizione

### Dimensioni
Pipistrello di medie dimensioni, con la lunghezza della testa e del corpo tra 74 e 78 mm, la lunghezza dell'avambraccio tra 61,2 e 64,8 mm, la lunghezza della coda tra 37 e 44 mm, la lunghezza delle orecchie tra 23 e 26 mm e un peso fino a 20 g.

### Aspetto
Le parti dorsali variano dal bruno-grigiastro scuro al bruno-rossastro, mentre le parti ventrali sono più chiare. Le orecchie sono marroni, grandi, larghe, triangolari e con una concavità sul bordo posteriore appena sotto la punta. La foglia nasale presenta una porzione anteriore con un piccolo incavo centrale alla base e tre fogliette supplementari sui lati, un setto nasale leggermente rigonfio e con delle alette intorno alle narici ben sviluppate, una porzione posteriore di dimensioni moderate, con il margine superiore semi-circolare e tre setti verticali che la dividono in quattro celle. Una sacca frontale è presente in entrambi i sessi. Le membrane alari sono marroni. La coda è lunga e si estende leggermente oltre l'ampio uropatagio. 

### Ecolocazione
Emette ultrasuoni ad alto ciclo di lavoro sotto forma di impulsi a frequenza costante di 94–101 kHz.

## Biologia

### Comportamento
Si rifugia in colonie numerose all'interno di grotte, gallerie minerarie o templi.

### Alimentazione
Si nutre di insetti.

## Distribuzione e habitat
Questa specie è diffusa dall'India orientale, attraverso la Cina meridionale e l'Indocina fino alle isole di Bali e del Borneo.
Vive nelle foreste secondarie, aree agricole e in zone sia aride che umide fino a 1.000 metri di altitudine.

## Tassonomia
Sono state riconosciute 5 sottospecie:
- H.l.larvatus: Giava, Kangean, Bali;
- H.l.barbensis (Miller, 1900): Pulau Pejantan, nel Mar Cinese Meridionale;
- H.l.leptophyllus (Dobson, 1874): Stato indiano dell'Assam;
- H.l.neglectus (Sody, 1936): Myanmar, Laos, Thailandia, Vietnam, Cambogia, Penisola malese, Pulau Tioman, Ko Rawi; Sumatra, Nias, Simeulue, Pagai del nord; Borneo, Karimata, Serasan;
- H.l.poutensis (G. M. Allen, 1906): Province cinesi del Guangdong, Guangxi, Guizhou e isola di Hainan.

## Conservazione
La IUCN Red List, considerato il vasto areale, la popolazione presumibilmente numerosa, la presenza in diverse aree protette e la tolleranza alle modifiche ambientali, classifica H.larvatus come specie a rischio minimo (Least Concern)).